# Kungshatt
Kungshatt es una pequeña isla en el lago Mälaren, Estocolmo, en el país europeo de Suecia. Posee alrededor de 1,9 kilómetros cuadrados de superficie, tiene una muy pequeña población  todo el año, y un número de casas usadas solo en el verano. La isla cuenta con un suministro de agua independiente, pero recibe su electricidad desde la parte continental.  Según la leyenda, un rey sueco saltó por un acantilado mientras huía de sus enemigos, dejando caer su sombrero en el proceso, de esa historia proviene el nombre de la isla.